# Len Cariou
Leonard Joseph “Len” Cariou, född 30 september 1939 i Winnipeg, Manitoba, är en kanadensisk skådespelare. 
Cariou hade huvudrollen i Sondheims musikal Sweeney Todd vid premiären på Broadway och spelade där mot Angela Lansbury. Han har även medverkat i andra musikaler på Broadway, till exempel A Little Night Music.
Cariou har även medverkat både på film och i amerikansk och kanadensisk TV.

## Filmografi i urval
- 1977 – Sommarnattens leende
- 1985–1992 – Mord och inga visor (TV-serie) (7 avsnitt)
- 1990 – I lagens skugga (TV-serie) (1 avsnitt)
- 1996 – Beslut utan återvändo
- 1997 – Star Trek: Voyager (TV-serie) (1 avsnitt)
- 1999 – Advokaterna (TV-serie) (1 avsnitt)
- 2000 – Nürnberg (miniserie)
- 2000 – Tretton dagar
- 2000 – Vita huset (TV-serie) (1 avsnitt)
- 2002 – About Schmidt
- 2003 – Ed (TV-serie) (1 avsnitt)
- 2004 – Secret Window
- 2005 – Numb3rs (TV-serie) (1 avsnitt)
- 2005 – The Greatest Game Ever Played
- 2006 – 2007 (TV-serie) (10 avsnitt)
- 2006 – Flags of Our Fathers
- 2007 – 1408
- 2007 – CSI: Crime Scene Investigation (TV-serie) (1 avsnitt)
- 2008 – Army Wives (TV-serie) (1 avsnitt)
- 2010 – 2024 (TV-serie) (huvudroll)
- 2010 – Damages (TV-serie) (5 avsnitt)
- 2013 – Prisoners
- 2015 – Spotlight
- 2018 – Bumblebee